# Obereopsis bicoloripes
Obereopsis bicoloripes là một loài bọ cánh cứng trong họ Cerambycidae.